# سن تشاو (مبارزة بالسيف)
سن تشاو (بالصينية: 孙超) هي مبارزة بالسيف صينية، ولدت في 1983.

## وصلات خارجية
- سن تشاو على موقع أوليمبيديا (الإنجليزية)